# Dolichoderus tuberifer
Dolichoderus tuberifer är en myrart som beskrevs av Carlo Emery 1887. Dolichoderus tuberifer ingår i släktet Dolichoderus och familjen myror. Inga underarter finns listade i Catalogue of Life.